# لويس بايلوت
لويس بايلوت (بالفرنسية: Louis Pilot) مواليد 11 نوفمبر 1940 في إيش سوغ ألزيت، لوكسمبورغ - الوفاة 16 أبريل 2016 في لوكسمبورغ، كان لاعب كرة قدم بلجيكي كان يلعب كلاعب وسط.

## المسيرة الاحترافية

### أندية لعب لها
- نادي فولا إيش
- ستاندارد لييج
- رويال أنتويرب

## روابط خارجية
- لويس بايلوت على موقع الاتحاد الدولي (مؤرشف)  (الإنجليزية)
- لويس بايلوت على موقع الاتحاد الأوربي (الإنجليزية)
- لويس بايلوت على موقع قاعدة بيانات كرة القدم.إي يو (الإنجليزية)
- لويس بايلوت على موقع ناشيونال فوتبول تيمز (الإنجليزية)